# The Muppet Show
The Muppet Show este un program de televiziune britano-american, produs de păpușarul Jim Henson. Personajele serialului sunt o serie de păpuși denumite Muppets. Multe dintre păpuși au fost realizate în colaborare cu echipa serialului Sesame Street. 
Personajul principal este Kermit Broscoiul, prezentatorul spectacolului, care încearcă să păstreze controlul asupra celorlalte personaje precum și a interacțiunii cu oaspeții emisiunii, aceștia fiind în general persoane celebre. 